# Атанас Лютвиев
Атанас или Анастас Иванов Лютвиев (Лютфиев) е български учител и революционер, деец на Вътрешната македоно-одринска революционна организация.

## Биография
Атанас Лютвиев е роден през 1885 година в град Прилеп. Учи в родния си град и в българската класическа гимназия в Битоля. Учителства в Прилеп, Кичево, Галичник, Енидже Вардар, Солун и Петрич.
През учебната 1906/1907 година учителства в класното училище в Петрич. Тук той се присъединява към ВМОРО и е избран за член на околийския комитет на организацията. Участва дейно в културния живот на града.
Работи като учител в Енидже Вардар и се жени за Анна Мокрева. През септември 1910 година е арестуван по време на обезоръжителната акция на младотурците.
През учебната 1911/1912 година е надзирател към пансиона на Солунската българска мъжка гимназия.
При избухването на Балканската война в 1912 година е доброволец в Македоно-одринското опълчение в четата на Павел Христов. През декември 1912 година, заедно с около 45 видни прилепски граждани е поканен на празненство, организирано от сръбските власти в града. Лютвиев вдига тост за победите на българската армия в Тракия, което предизвиква гняв у присъстващите сръбски офицери. Той е отвлечен в сградата на сръбското училище и е удушен, а тялото му е изгорено в пещта на училището.
По-големият му брат е революционерът Владимир Лютвиев. По-малкият му брат Илия Лютвиев завършва Солунската гимназия с последния випуск в 1913 година. Тръгва за Прилеп, но в Битоля новите сръбски власти го карат да подпише декларация, че е сърбин, Илия Лютвиев отказва и е върнат в Солун. В началото на Междусъзническата война е убит в двора на Солунската гимназия.
Името на Атанас Лютвиев носи улица в Петрич.